# Diversité culturelle
Ne doit pas être confondu avec Diversité ethnique.
La diversité culturelle est l'existence de différentes cultures au sein d'une organisation ou une société. Elle désigne le fait d’inclure différentes perspectives culturelles dans une organisation ou une société.

## Caractéristiques

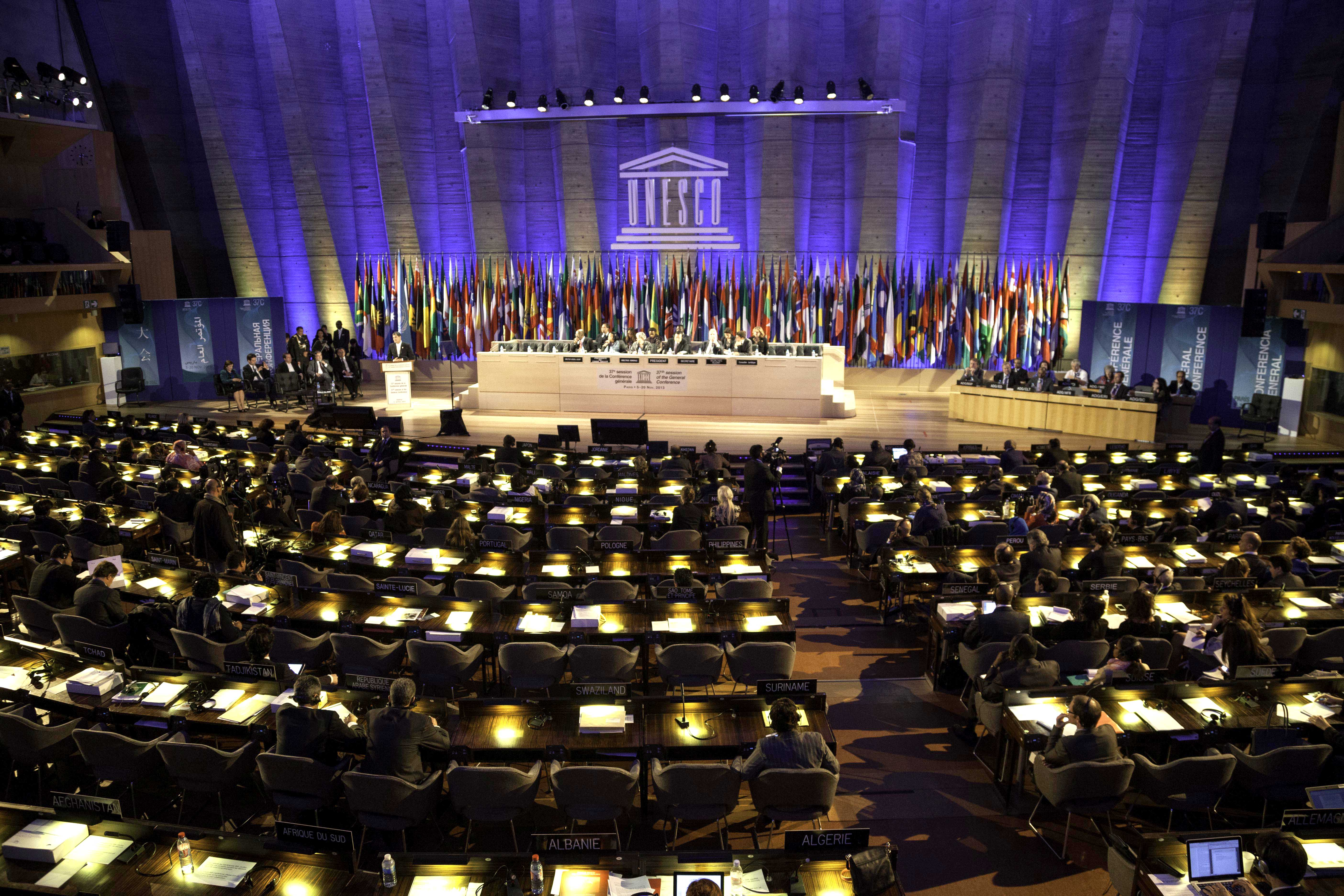
37e Assemblée générale de l’UNESCO en 2013, Paris.

Selon certains anthropologues et sociologues, c'est un concept servant à décrire l'existence de différentes cultures au sein d'une société, en fait à l'intérieur d'un État-nation.
La « défense de la diversité culturelle » peut prendre plusieurs acceptions :
- un rééquilibrage à obtenir : ainsi, l'idée de défense de la diversité culturelle passe par la promotion d'actions en faveur de « minorités culturelles » défavorisées ;
- la préservation de « minorités culturelles » menacées de disparition ;
- dans d'autres cas, on parle de « protection culturelle », ce qui renvoie au concept d'« exception culturelle ». Cela fait le lien entre la vision sociale de la culture et la vision commerciale de sa diffusion. L'exception culturelle met en avant une spécificité des productions et services culturels, spécificité reconnue entre autres par l'Union européenne dans sa Déclaration sur la diversité culturelle. Dans cette optique, l'objectif est de défendre, contre ce qui est vu comme une « marchandisation » jugée néfaste, ce qui incarne une culture, en soutenant son développement (par des subventions, par des opérations de promotion) ; on parle aussi, dans le cas français notamment, de protectionnisme culturel.
- cette défense peut aussi renvoyer à une « défense des droits culturels », menée, sans succès, au début des années 1990 en Europe, en calque des droits de l'homme.

Devant l'apparition d'un "baromètre de la diversité" par l'Autorité de régulation de la communication audiovisuelle et numérique, l'écrivain Michele Gautard s'inquiète de l'apparition d'une technocratie des identités : « Ça me dérange toujours quand on met les uns ou les autres dans des cases, parce que qu’on le veuille ou non, on exclura toujours quelqu’un. En nommant les choses par catégories, on en exclue d’autres et moi je pense qu’il vaut mieux trouver une formule plus générique, sans préciser les genres, le sexe, la couleur, etc. (…) on est dans une sorte de formatage catégoriel ». 

## Histoire

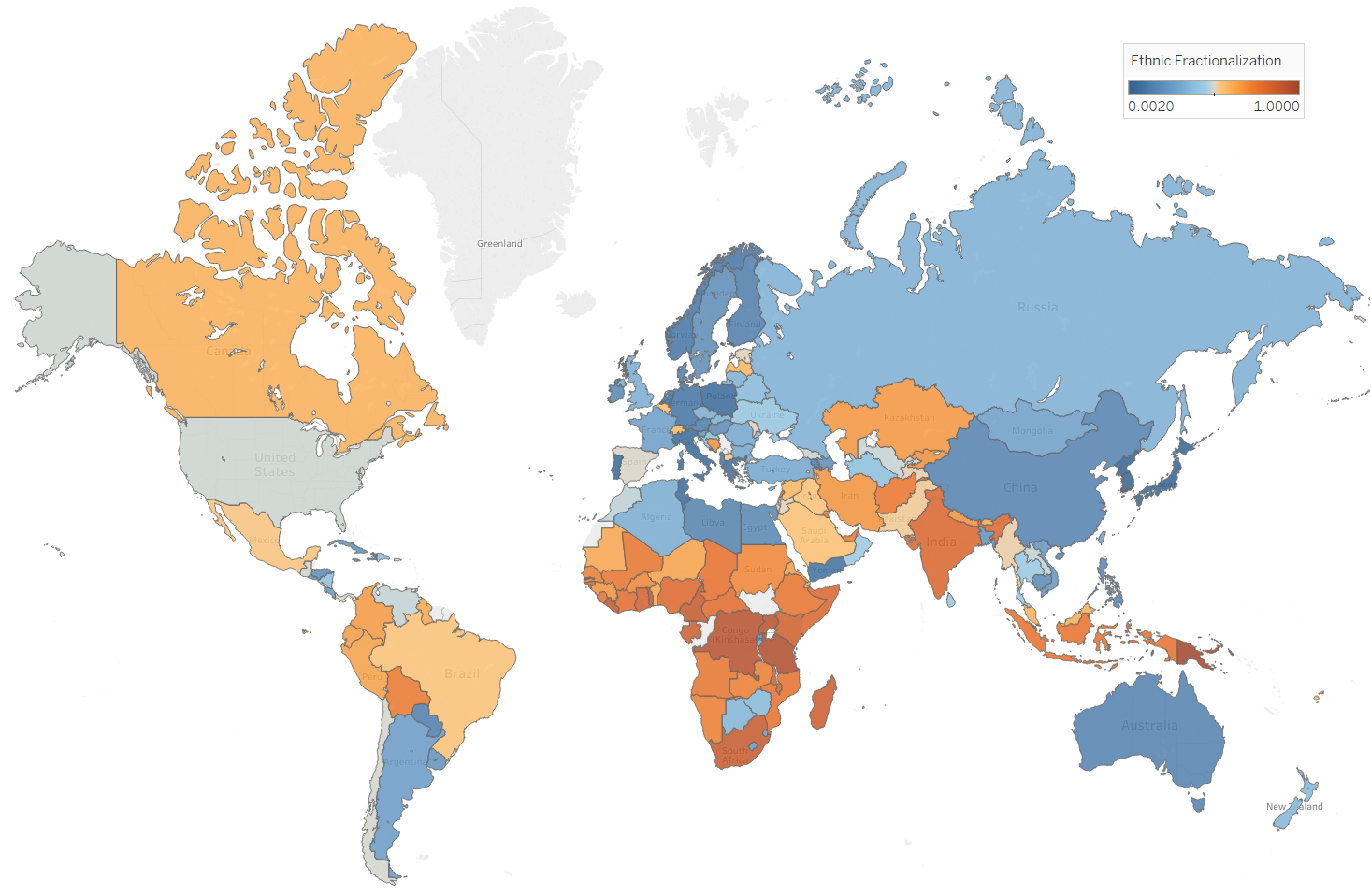
Pays classés par niveau de diversité ethnique et culturelle (James Fearon, 2003).

Au niveau international, la notion de diversité culturelle a été défendue par l’Organisation des Nations unies pour l'éducation, la science et la culture dès sa fondation en 1945 par divers pays.
La journée mondiale pour la diversité culturelle, le dialogue et le développement a été établie en novembre 2001 par l'Assemblée générale des Nations unies à la suite de la Déclaration universelle sur la diversité culturelle de l'Unesco. Elle a pour objectif de faire la promotion de la diversité culturelle, du dialogue et du  développement. Elle se tient les 21 mai.
En septembre 2002 la ville de Porto Alegre au Brésil a organisé une réunion mondiale pour la culture, rassemblant des maires et directeurs techniques de culture de différentes villes du monde, avec la participation d'observateurs de la société civile. Les villes de Porto Alegre et de Barcelone ont proposé la rédaction d’un document de référence pour l’élaboration des politiques culturelles locales, s’inspirant d’Agenda 21, créé en 1992 pour le domaine de l’environnement. L’Agenda 21 de la culture a ainsi été conçu dans le but d’inclure la diversité Culturelle à l’échelle locale. Le document a été approuvé le 8 mai 2004 lors de la première édition du Forum universel des cultures à Barcelone (Espagne).
En 2003, James Fearon, professeur américain de l’université Stanford, a publié la "Ethnic and Cultural Diversity by Country" dans le Journal of Economic Growth, une liste des pays en fonction de la diversité des ethnies, langues et religions.
En 2005, la Convention sur la protection et la promotion de la diversité des expressions culturelles a été adoptée en octobre 2005 par l’UNESCO afin de protéger la diversité culturelle face à l’homogénéisation de la culture par la mondialisation, le libre-échange et le commerce international.

## Diversité culturelle au sein de la francophonie
La diversité culturelle est partie intégrante de la francophonie, puisque la quasi-totalité des pays qui composent l'espace francophone sont multilingues. Dans les pays d'Afrique francophone notamment, le français, perçu comme langue de culture, cohabite avec les langues régionales. D'autre part, la langue française est, avec l'anglais, l'une des deux seules langues parlées sur les cinq continents.
Ces raisons ont poussé les responsables de la Francophonie à inclure la diversité culturelle dans les missions de l'Organisation internationale de la francophonie en 2004. La déclaration de Ouagadougou (27 novembre 2004), définissant la Francophonie comme un « espace solidaire pour un développement durable », s'attache à ce que le développement soit « attentif à la diversité culturelle et linguistique ».

#### Culture et patrimoine
- Anthropologie
- Culture
- Développement durable
- Droits culturels
- Patrimoine culturel
- Patrimoine culturel immatériel
- Rayonnement culturel
- Civilisation universelle
- Coolitude

#### Déclarations sur la diversité culturelle
- Déclaration universelle de l'Unesco sur la diversité culturelle
- Déclaration de Montréal (2007)

#### Autres notions associées à la diversité culturelle
- Diversité linguistique
- Empreinte culturelle
- Multilinguisme
- Intégration culturelle
- Discrimination positive
- Exception culturelle
- Médiation culturelle

#### Autres
- Diversité sexuelle et du genre
- Ethnocide génocide culturel
- Interculturel
- Marchandisation
- Accord Blum-Byrnes
- Interculturalisme
- Sensitivity reader